# Ronde van Azerbeidzjan (Iran) 2009
De Ronde van Azerbeidzjan in Iran werd tussen 15 en 21 mei 2009 voor de zesde keer gereden. Bijzonder was dat er één etappe in de Azerbeidzjaanse enclave Nachitsjevan werd gereden.

## Etappe-overzicht
| etappe | datum  | start        | eindstreep   | afstand | winnaar         | land |
| ------ | ------ | ------------ | ------------ | ------- | --------------- | ---- |
| 1e     | 15 mei | Tabriz       | Meshkinshahr | 146 km  | Rasoul Barati   | Iran |
| 2e     | 16 mei | Urmia        | Shabestar    | 175 km  | Ahad Kazemi     | Iran |
| 3e     | 17 mei | Tabriz       | Jolfa        | 129 km  | Hossein Nateghi | Iran |
| 4e     | 18 mei | Nachitsjevan | Nachitsjevan | ?       | Mahdi Sohrabi   | Iran |
| 5e     | 20 mei | Jolfa        | Kaleybar     | 145 km  | Ghader Mizbani  | Iran |
| 6e     | 21 mei | Kaleybar     | Tabriz       | 173 km  | Ramin Mehrabani | Iran |

## Algemeen klassement
| rang | renner         | land | tijd        |
| ---- | -------------- | ---- | ----------- |
| 1    | Ahad Kazemi    | Iran | 21u 09' 13" |
| 2    | Hossein Askari | Iran | +20         |
| 3    | Ghader Mizbani | Iran | +56         |

1986 · 1987 · 1988 · 1989 · 1990 · 1991 · 1992 · 1993 · 1994 · 1995 · 1996 · 1997 · 1998 · 1999 · 2000 · 2001 · 2002 · 2003 · 2004 · 2005 · 2006 · 2007 · 2008 · 2009 · 2010 · 2011 · 2012 · 2013 · 2014 · 2015 · 2016 · 2017 · 2018 · 2019 · 2020-2021 · 2022 · 2023